# Società Romana Tramways Omnibus
La compagnie SRTO S.p.A. - Società Romana Tramway Omnibus a été une des toutes premières compagnies romaines de transport en commun disposant d'un réseau urbain entre 1881 et 1929.

## Histoire
Francesco Marini est un entrepreneur romain qui a créé, en 1872, une entreprise de transports, Impresa Romana degli Omnibus - IRO. Avec l'évolution annoncée des moyens de transport et notamment les tramways à traction hippomobile, il s'allie avec la compagnie SGSFR - Società Generale delle Strade Ferrate Romane, le 2 mars 1880, pour fusionner les deux entités qui prennent la raison sociale SRO - Società Romana Omnibus, qui, au passage intègre deux compagnies romaines concurrentes Impresa Tramways et Impresa dei Trasporti di San Paolo. Le 11 février 1885, SRO est renommée SRTO qui ne sera officiellement immatriculée à la chambre de commerce de Rome que le 1er janvier 1986.

### Le contexte historique
Petit rappel : si Rome a été la capitale de l'Empire romain pendant 357 ans, Rome n'est devenue capitale de l'Italie que le 30 juin 1871. Précédemment, elle était la capitale des États pontificaux durant 11 siècles. Rome est la commune la plus peuplée d'Italie et la troisième plus étendue d'Europe après Moscou et Londres. Son aire urbaine recensait 4,36 millions d'habitants en 2016.

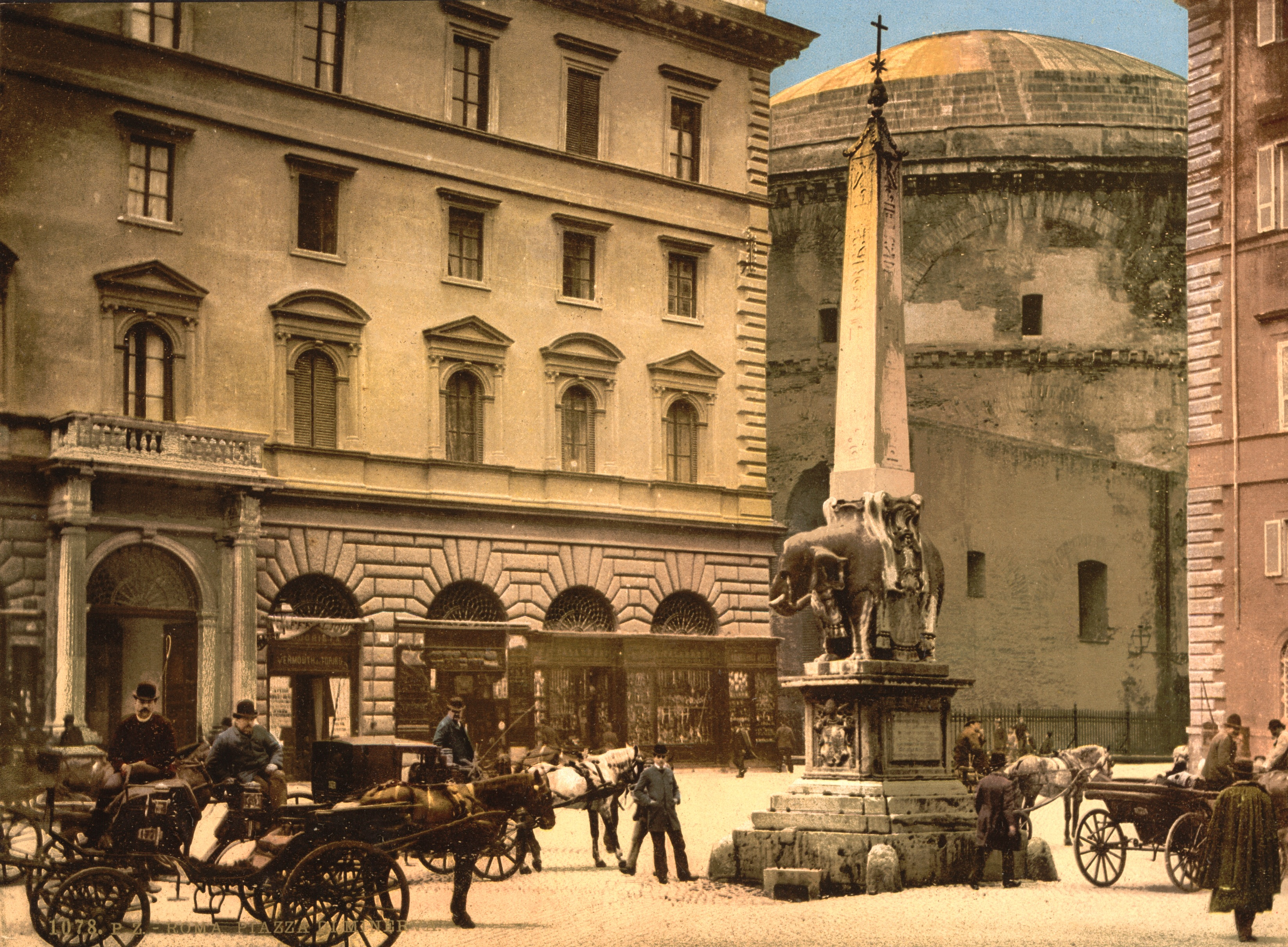
La gare des fiacres et diligences publics Piazza della Minerva

Quand Rome, le 30 juin 1871 est désignée capitale du royaume d'Italie la situation de la ville est celle résumée avec les données du recensement de 1868, :
« Surface totale à l'intérieur des murs d'Aurélien : plus de 1 400 hectares dont 380 construits, 14 quartiers desservis par 553 rues et avenues, 275 ruelles et 148 places. Les remparts mesurent 27 km et disposent de 13 portes. La ville compte 177 461 résidents, dont 93 263 hommes et 84 198 femmes, 110 écoles, 2 crèches, 6 écoles des beaux arts, 2 académies de lettres, 14 conservatoires et 2 universités. Il y a 300 églises regroupées en 54 paroisses. La ville compte 36 évêques, 1.266 prêtres, 2.243 moines et 1 919 religieuses, 64 monastères et 60 couvents et 15 collèges de séminaristes. Il y a 793 enseignants pour les 5.000 élèves en classe élémentaire et 1.101 étudiants à l'université. Il y a 6.500 salariés dans le commerce, 151 pêcheurs, 1.560 salariés dans le secteur des transports, 3 200 agriculteurs, 17 000 personnes de service et collaborateurs, 25.000 ouvriers et artisans, 1 000 sculpteurs et artistes, 950 avocats et notaires. La ville compte 5 500 magasins, 7 hôpitaux, 31 maisons de soins, 19 hospices, 5 marchés, 3 aqueducs, 50 fontaine monumentales, 120 fontaines simples, 25 moulins et 6 cimetières. »

### Les transports dans la Rome papale
Rome, ville capitale des États pontificaux, disposait comme partout à l'époque, d'un service de transport de fiacres pour les personnes fortunées. On retrouve dans les archives un réseau d'omnibus à traction hippomobile, notamment sur une ligne de 4,5 km entre Piazza Venezia et la basilique Saint-Paul, ouverte le 12 juin 1845 par l'Impresa Generale delle Diligenze Pontificie. Le pape Grégoire XVI qui n'aimait pas le chemin de fer, se décida à autoriser l'ouverture de la première ligne ferroviaire le 7 juillet 1856, entre Rome et Frascati dans le seul but d'accueillir un maximum de fidèles en pèlerinage au Vatican.
Très vite, des initiatives privées offrirent des services de transport par omnibus, souvent sans l'autorisation papale, en prolongeant les lignes extérieures de Rome jusqu'au centre de la ville. Tout va changer à partir de 1860, date qui correspond au démarrage de l'unification de l'Italie et à la volonté d'intégrer les États pontificaux. Le pape va se réfugier à l'intérieur du Vatican et Rome passera aux mains des troupes de Garibaldi en mai 1871.

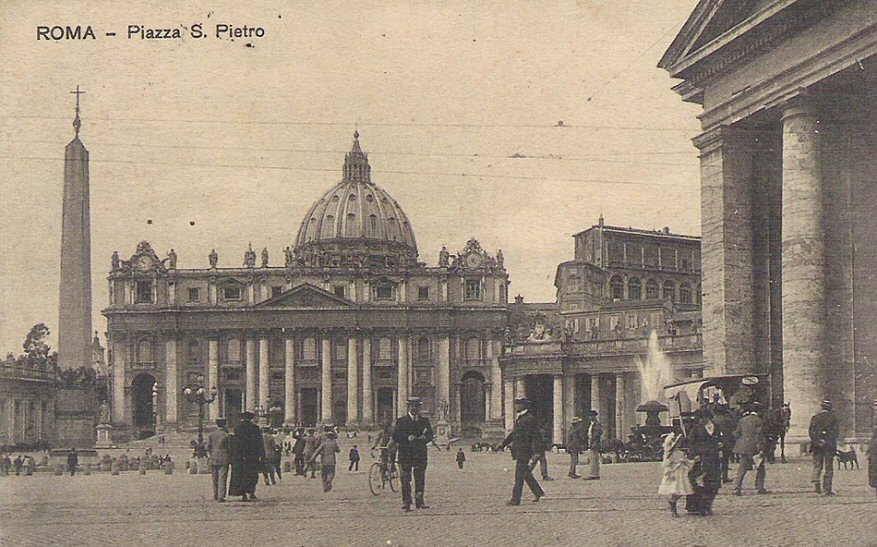
Omnibus de l'Entreprise Marini à droite sur la place Saint-Pierre de Rome

### La révolution des transports avec Rome Capitale de l'Italie
L'entreprise de Francesco Marini, "IRO", dès 1876, détient la quasi-totalité du réseau romain d'omnibus urbains.
En 1877, les premiers omnibus sur voie ferrée font leur apparition. La construction des voies dans les chaussées est laborieuse et coûteuse, comme pour les tramways actuels. La première ligne est construite sur la Via Flaminia entre Piazza del Popolo et le pont Milvius au nord de la ville. Le concessionnaire est la société "STFE" créée par Ernesto Emanuele Oblieght, riche entrepreneur d'origine hongroise qui est à la tête de la Società Anonima dei Tramways e delle Ferrovie Economiche de Rome, Milan et Bologne - STFE, créée en 1877, renommée TFE en 1889 et qui a lancé la construction de la ligne de tram Rome-Tivoli longue de 30 km ainsi que la ligne ferroviaire de Milan à Saronno de 21 km.
Dans le même temps, à Rome, le gouvernement papal et les princes Bandini et Borghese, créent selon les dispositions du pape Léon XIII, le Banco di Roma Cette banque, dont le pape Léon XIII, a ouvert le premier compte de dépôts personnel, a été créée dans le seul but de contrôler les activités économiques et industrielles qui viendraient s'implanter dans les États pontificaux, et s'affranchir des banques commerciales Banca Romana pour les entreprises spéculatives et le Banco di Santo Spirito pour financer les constructions et opérations foncières. Durant sa première année d'exercice, la banque prend le contrôle de plusieurs sociétés : Società Generale Immobiliare, Condotte d'Acqua, Molini e Magazzini Generali di Roma, Pastificio Pantanella et Società Anglo-Romana Gas. Dans le secteur des transports, elle passe un accord avec la compagnie belge Societé d'Entreprise pour reprendre tous ses intérêts à Rome et crée la Società Generale per Costruzione di Ferrovie Complementari.
Après avoir pris le contrôle de la quasi-totalité du réseau omnibus et la totalité des tramways, Francesco Marini la compagnie SRO - Società Romana Omnibus dont 26 % du capital est détenu par Banco di Roma et 13 % directement par l'A.B.S.S. du Saint Siège.

### Convention entre SRO et Mairie de Rome
(NDR : la compagnie SRO est devenue STRO le 11 février 1885)
Le 20 août 1885, une convention est signée entre la Mairie de Rome capitale et la compagnie STRO - Società Romana Tramways e Omnibus concernant les 16 lignes du réseau omnibus et tram plus 7 nouvelles lignes à construire pendant une durée de 12 ans, sous réserve de disposer de 100 véhicules neufs sous 4 mois et de construire à chaque arrêt, un abri couvert et fermé pour l'attente des voyageurs.

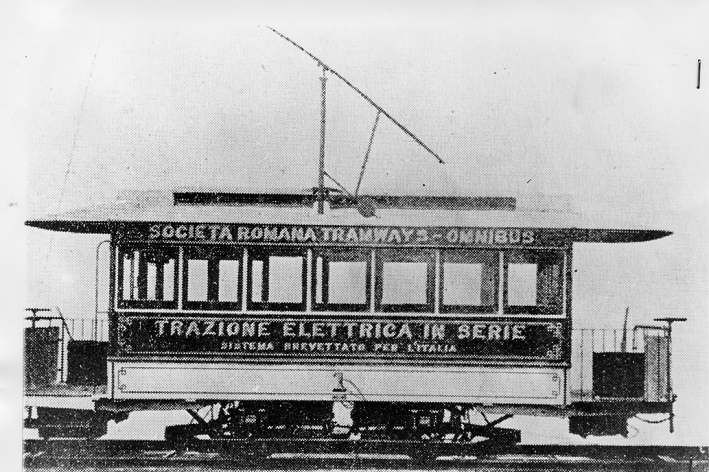
La motrice 1 de la ligne expérimentale de tramways sur la Via Flaminia

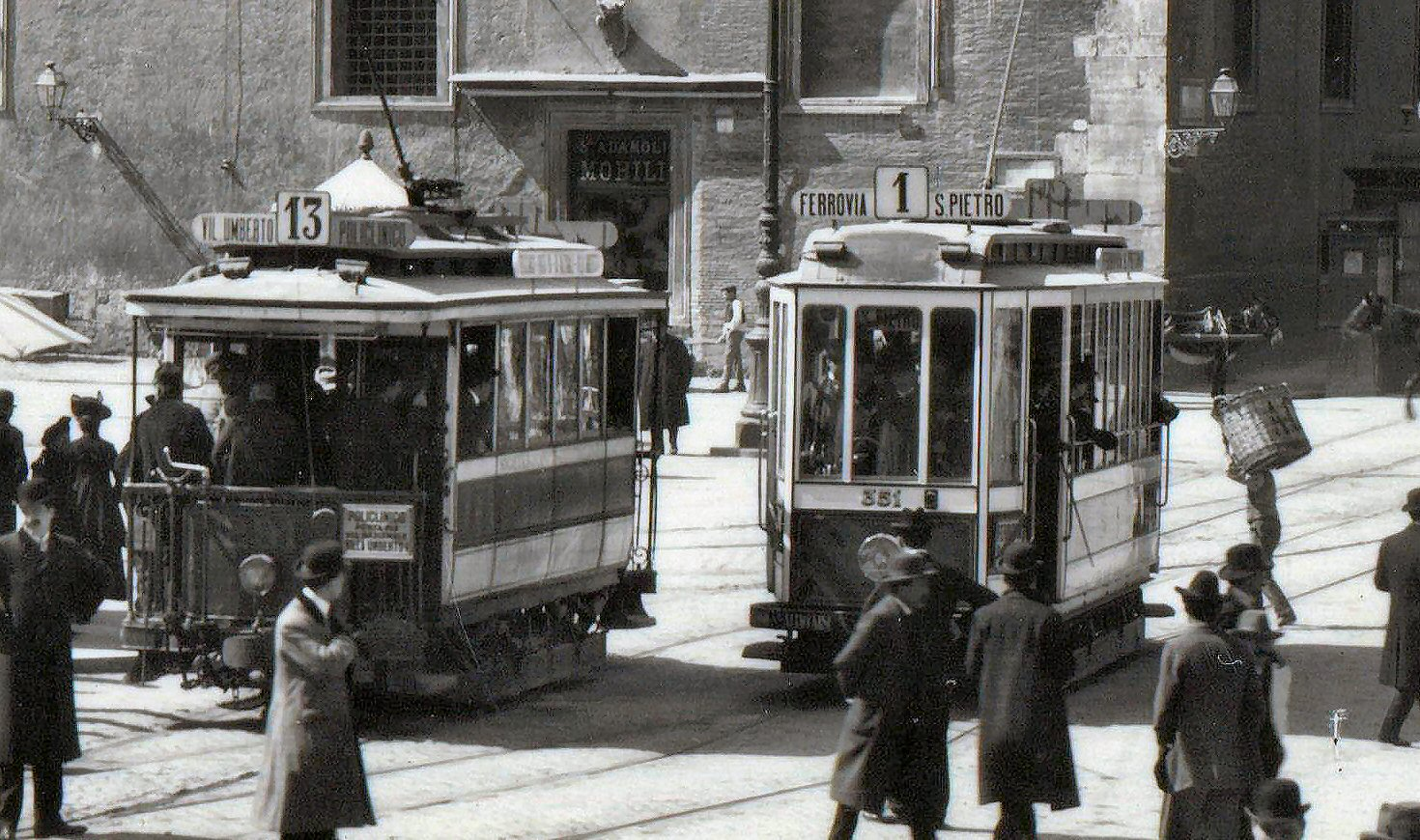
Arrête de tramway P.za Venezia en 1913

### La traction électrique
Le 4 juillet 1892, la ligne ferroviaire Rome-Tivoli est électrifiée sous 5 kV, la première dans le Latium.
Le 19 septembre 1894, la première ligne urbaine STRO est électrifiée et des motrices autonomes circulent entre Place San Silvestro et la gare de Termini. La cadence initiale sur la ligne est de une voiture toutes les 5 minutes qui, vu l'accroissement de la demande va passer en quelques jours à 1 toutes les 3 minutes. Le projet a été traité enièrement en interne par les ingénieurs de STRO. La ligne mesure 2.804 mètres entièrement à 2 voies à écartement standard de 1.445 mm, le dénivelé est de 41,79 mètres comprenant des pentes jusqu'à 83,2 ‰ (pour mille) entre Via Due Macelli et via Sistina. Les voitures, STRO série 200 aux couleurs de la compagnie, blanc et rouge, offrent 48 places avec un compartiment isolé pour les fumeurs.
La société SRTO, bien qu'appartenant formellement au Banco di Roma, devient passe, en réalité, sous le contrôle de la Banca Commerciale Italiana. Le Banco di Roma, en proie à des difficultés a été placé sous tutelle de la Banque d'Italie qui a confié les actifs à la BCI.
En 1897, une nouvelle contrainte est imposée à SRTO par la Mairie de Rome, coordonner les services entre les lignes d'omnibus et de tramways et supprimer toute traction hippomobile avant la fin d'année 1904. Le dernier tronçon des 63 km du réseau romain SRTO a été électrifié le 23 octobre 1904.

Le premier autobus expérimental de Rome en 1905

### Les premiers autobus expérimentaux SRTO
Le premier autobus urbain de Rome a été présenté au public le 26 juillet 1905. C'est un véhicule fabriqué par le constructeur britannique Thornycroft de Basingstoke à Londres, à deux étages, très similaire à ceux qui commençaient à faire leur apparition dans d'autres capitales d'Europe.
Dans un article en première page sur le quotidien romain Il Messaggero, on peut lire : « Le premier grand omnibus automobile pour le service public a circulé ce matin dans les rues de Rome. Il a été fabriqué pour la "Société romaine des tramways-omnibus" dans les ateliers Thornycroft de Londres et représente ce qui se fait de mieux en la matière. Ce véhicule est, comme ceux qui ont été présentés à Paris et à Londres, à impériale. Sur l’impériale il y a 18 places et 16 à l'intérieur. La construction semble solide. Nous avons été informés que la compagnie romaine avait acheté ce véhicule pour le tester sur route et en calculer les coûts de fonctionnement, incluant l'entretien quotidien et surtout la consommation d'essence, produit cher. En fonction des résultats, la société pourra proposer à la Mairie la mise en service d'une ligne d'autobus en adaptant le prix du billet. Demain, mercredi à 18 heures, un trajet test partira de Piazza del Popolo dans lequel prendront place les représentants du conseil d'administration de la Société et des élus municipaux ainsi que la presse. »
Les caractéristiques techniques du véhicule ont été publiées par la revue Ingegneria Ferroviaria :
La Société romaine "Tramways-Omnibus" étudie l'adoption éventuelle de voitures automobiles pour assurer le transport des personnes en remplacement des omnibus. Elle teste actuellement un véhicule automobile dans les rues de Rome. L’omnibus-automobile a été fabriqué par Thornycroft dans son atelier de Basingstoke. Il dispose des caractéristiques suivantes :
- moteur essence, 4 temps, 4 cylindres de 108 mm  de diamètre et une course de 127 mm, développe une puissance de 24 HP au régime de 900 tours par minute. Avec 34 passagers, 16 à l’intérieur et 18 sur l’impériale, on peut passer des côtes jusqu'à 8 %,
- la vitesse maximale sur le plat est de 19 kilomètres par heure. Les têtes des bielles et les sièges de soupapes sont lubrifiés en permanence,
- les cylindres sont refroidis par eau avec un circuit alimenté par une pompe rotative d'un bon débit,
- les vitesses sont au nombre de 4 correspondant à 4,8, 8,8, 13,2 & 19,2 km/h. Il y a également une marche arrière à 4,8 km/h,
- le réservoir d'essence a une capacité de 100 litres environ,
- la commande de la direction, irréversible, agit sur une vis sans fin. La transmission est à chaîne. Les roues sont du type artillerie anglaise, avec deux ressorts à lames avec le moyeu en métal, les fusées en chêne et les jantes en frêne,
- les pneumatiques sont fabriqués par la societé Helens Cable Company Limited, simples sur les roues avant et doubles à l'arrière motrices. Le fabricant assure que les pneumatiques sur les roues motrices peuvent durer jusqu'à 400 kilomètres et sur les roues avant 1.600 kilomètres,
- il y a 2 freins, l'un au pied agissant sur l'arbre de la boîte de vitesses et l'autre, à main, directement sur l'essieu arrière.

Le chauffeur dispose de plusieurs accessoires: les graisseurs et les commandes pour avancer ou retarder l’allumage et pour réguler le mélange quantité d'essence et d'air. L'embrayage est à disques comme sur les modèles Isotta-Fraschini ou Fiat.
Cette première expérience a été suivie par d'autres avec chaque fois un véhicule des constructeurs :
- châssis Daimler de Marienfeld Berlin avec une carrosserie Nobili,
- châssis Scheibler d'Acquisgrana et une carrosserie Tabanelli,
- Delahaye de Paris.

Les résultats des tests effectués montrent un coût très élevé de fonctionnement et une fiabilité incertaine des véhicules difficiles à manœuvrer.
À la suite d'un appel d'offres pour la gestion d'un réseau de 12 lignes urbaines d'autobus, c'est la compagnie formée de deux sujets britanniques John Duncan Carmichael et Thomas Phile qui est retenue. Une période mise à l'épreuve de leur savoir-faire leur est imposée du fait qu'ils n'ont aucune référence en la matière. Plusieurs autobus du constructeur italien SPA modèle C.9000 ont été choisis et mis en service en 1910. Alors que la mise à l'épreuve devait se terminer par une concession au 1er juillet 1914, l'aventure se termina avant, peut être en raison de l'entrée en guerre de la Grande-Bretagne et l'absence de fonds à investir à l'étranger... mais la concession avec cette entreprise n'a jamais été signée.
C'est l'ATM de Rome qui rachète les autobus en service et complète le parc avec le même modèle à partir de 1920. La flotte compte 48 autobus en 1924 et 62 SPA C.9000 en 1927.

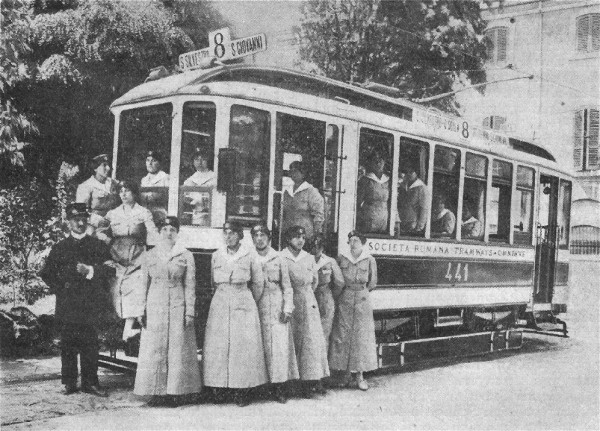
Pendant la première guerre mondiale, ce sont les femmes qui ont piloté les tramways romains - Ici une voiture de formation de futures mécaniciennes

### La fin de SRTO
Après avoir créé la Società Elettro Ferroviaria Italiana - SEFI la société SRTO s'est dotée des meilleures conditions pour poursuivre l'exploitation des lignes de tramways 15 et 16. La remise des lignes du réseau SRTO à la Mairie de Rome, prévue le 1er janvier 1920, n'a pas lieu. Les rapports avec la Mairie sont très tendus et la société conserve, contrairement aux accords passés, les 41 meilleures motrices Série 400 et la totalité des remorques en service. La direction de SRTO a également fait déménager tout l'outillage des ateliers ne laissant que des locaux vides et des véhicules hors d'usage.
Il faudra que la Mairie fasse dresser un inventaire par huissier de justice. Une longue négociation avec le nouveau Maire Luigi Rava aboutira en novembre 1920 à un accord validé par le Gouverneur à la cession effective des lignes SRTO à l'ATM de Rome la ligne de tramways 15 Piazza del Popolo-Via Flaminia-Ponte Milvio le 1er février 1922 et laissant à SRTO la gestion de la ligne de tramway 16. En contrepartie, mais la Mairie octroie la concession de la ligne ferroviaire Rome-Lido à la société SEFI, nouvelle émanation de SRTO ainsi que la concession pour le transport local par autobus dans le secteur de Ostie.

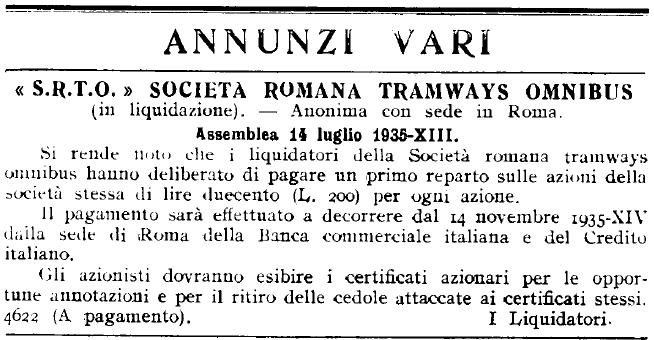
Avis de la mise en liquidation de la société SRTO (1935)

La compagnie STFER est créée le 29 novembre 1899 afin de participer à l'appel d'offres pour la concession de plusieurs lignes de tramways urbains et interurbains comprenant la construction et la gestion du service.
L'activité de la société SRTO s'est poursuivie jusqu'au 20 avril 1929. Dès le lendemain, la ligne 16 passe sous le contrôle de l'entreprise municipale ATM qui en assurera la gestion jusqu'au 31 décembre. En 1935, SRTO est intégrée dans la société SEFI, qui ne sera qu'une société tampon avant d'être englobée dans le mastodonte d'État IRI pour, en 1941, être intégrée dans la société STEFER, qui sera l'entreprise publique de transports de la ville de Rome et large banlieue jusqu'au 6 novembre 1976 où les sociétés publiques STEFER et S.R.F.N. fusionnent pour donner naissance à A.CO.Tra.L. - Azienda Consortile Trasporti Laziali  (Groupement des Transports Publics du Latium).

## Parc matériel roulant SRTO de Rome
- Tramways (1909-1929)
  - Série 200,
  - Série 300,
  - Série Ringhoffer,
  - Série 400
  - Attelage STRO

- Constructeurs des tramways SRTO
  - Diatto
  - OFM
  - Nobili,
  - Reggiane,
  - Caproni
  - Casaralta,
  - Carminati & Toselli,
  - Fiat Ferroviaria
  - Mater
  - OM
  - Stanga,
  - Bauchiero
  - Breda,
  - Savigliano
  - Socimi
  - CGE
  - Tecnomasio Italiano